# تيري جونز
القس تيري جونز ولد في سنة 1952 بمدينة كيب غيراردو، ميزوري.

## حياته
درس جونز في مدارس معمدانية متطرفة واحب الدعوة للتنصير خارج الولايات المتحدة
عمل في دول في أمريكا الجنوبية وفي أفريقيا، لكن، لمدة ربع قرن عمل في ألمانيا، وبعد أن عاد من ألمانيا إلى فلوريدا، بدأ مع زوجته الهجوم على الإسلام، من الكنيسة الصغيرة التي يديرانها والتي لا يزيد عدد أعضائها على خمسين شخصاً.
كانت الكنيسة معتدلة قبل أن يسيطرا عليها، واسمها الرسمي هو «مركز دوف (الحمامة) للتواصل العالمي.»
قدم عام 1985 إلي مدينة كولونيا غربي ألمانيا للعمل في مجال إدارة الفنادق، قدم نفسه لسكان المدينة على أنه موفد من القس المتطرف والمليونير الأميركي دونالد نورد روب للتبشير والدعوة لطرد الشيطان من أوروبا.

## معتقداته
اعتبر تيري جونز كولونيا ببوابة الجحيم وأن الشيطان يسكن بجوار كاتدرائيتها الشهيرة، وأن الكفاح ينبغي أن يبدأ منها لإيقاظ أوروبا، غير أنه لم يفلح في إقناع شخص واحد بأفكاره من خارج هذه المدينة".

## الأحداث
في سنة 1987، أسس الكنيسة قسيسان: دونالد نورثروب، وريتشارد رايت، واشتهرا بحب عمل الخير، ونجحا في ذلك مما جعل الثاني يؤسس كنيسة أخرى في والدو (ولاية فلوريدا نفسها)، وانتقل إليها وترك نورثروب يدير الأولى. في سنة 1996، عندما توفي نورثروب، تولت زوجته، دولوريس، إدارة الكنيسة، لكن نافسها وفاز عليها، بعد معارك استمرت سنوات، القس تيري جونز الذي كان صديقاً لزوجها.
وقبل وفاة مؤسس الكنيسة بنحو عشر سنوات، في سنة 1981، كان جونز قد سافر إلى ألمانيا لنشر المسيحية المتطرفة التي يؤمن بها وسط طلاب الجامعات، وأسس «سي جي كي» (المركز المسيحي الألماني) في مدينة كولون، لكنه كان يزور صديقه من وقت إلى آخر، وكان واضحاً أن هناك اختلافات أساسية بين الصديقين في تفسير العقيدة المسيحية.
وعندما فشل جونز في إقناع صديقه برأيه، يبدو أنه انتظر حتى توفي، ورغم أن جونز كان في ألمانيا، فقد كان إخوانه وأخواته يزورون الكنيسة ويحاولون تغيير اتجاهها العقائدي، وكان هؤلاء قد سيطروا على جمعية «مارانثا» الأمريكية لنشر المسيحية وسط طلاب الجامعات (الاسم من اللغة الآرامية التي كان يتكلم بها المسيح، ومعناه: يا إلهي، تعال إلي)، وعن طريق جونز في ألمانيا، أسسوا فرعاً هناك. لكن، في النهاية، انهارت الجمعية التبشيرية الأمريكية، وانهارت بعثة جونز في ألمانيا، «المركز المسيحي الألماني»، بسبب آراء جونز المتطرفة. وبعد أن عاد جونز إلى ولاية فلوريدا، أعيد تأسيس البعثة الألمانية على أسس معتدلة، وسميت «جي آي إيه» (التحالف الإنجيلي الألماني)، الآن، يشرف عليها قساوسة ألمان معتدلون، وأمس أصدروا بياناً أدانوا فيه خطة جونز لحرق القرآن الكريم.
عام 2002 أصدرت محكمة كولونيا حكما بتغريمه ثلاثة آلاف يورو (نحو 3800 دولار) بسبب إضافته كذبا لقب دكتور إلى اسمه. هذا الحكم ساهم في زيادة شك أعضاء «الكنيسة المسيحية» في القس الأميركي، وما لبثوا أن اتهموه بالتلاعب في المخصصات المالية للكنيسة وتحويل ستة منازل تابعة لها إلى ممتلكات شخصية. في سنة 2008 وبعد الفضائح المتعددة لجونز لم تترك له مجالا للرحيل من ألمانيا بسلام، وإنما في جنح من الليل مصحوبا باللعنات والفضائح.
في ولاية فلوريدا، تغلب جونز، بمساعدة أفراد عائلته، على أرملة القس نورثروب، مؤسس الكنيسة، وسيطر عليها، وبعد هجوم 11 سبتمبر سنة 2001، أثارت الكنيسة الاهتمام عندما وضع جونز وزوجته لافتة على الشارع العام تقول: «الإسلام هو الشيطان»، وبدأ وزوجته يظهران في برامج تلفزيونية وإذاعية، ويكرران: «ليس العدو هو الإرهاب، العدو هو الإسلام.»
وقالت صحيفة «غينزفيل صن»، التي تصدر في مدينة غينزفيل نفسها (ولاية فلوريدا): «بينما بدأ جونز حملته القوية ضد الإسلام، دخل في مشكلات مع إدارة الضرائب»، وأشارت الصحيفة إلى أنه كان يجمع تبرعات على أساس أنها معفاة من الضرائب، حسب القانون الأمريكي، لكنه، في الوقت نفسه، كان قد أسس شركة تجارية لإدارة الكنيسة.
في الوقت الحالي، يحقق قسم الضرائب في مقاطعة الاشوا التي تقع فيها الكنيسة في الموضوع، وحصلت الصحيفة على وثائق توضح أن جونز كان يؤجر الساحة التابعة للكنيسة موقفاً للسيارات، وأن مسيحيين ألمانيين رفعوا قضايا ضد جونز لأن الكنيسة التي كان يديرها في ألمانيا جمعت تبرعات منهم دون أن توضح لهم طريقة صرفها.
في آب / أغسطس عام 2010، نشر تيري جونز، كتاب الإسلام هو الشيطان، واثار جدلا حول ان الإسلام هو دين عنف. واعلن عن نيته في حرق القران في الذكرى التاسعة لهجمات الحادي عشر سبتمبر.
كما وتسبب فعله بحرق القرأن بحملات استهداف كبيرة للقوات العسكرية الأمريكية في العراق وأفغانستان تكبدت أمريكا خلالها الخسائر المادية والعددية الجسيمة

## ذكرى أحداث 11 سبتمبر 2013
قالت تقارير صحفية محلية إن الشرطة في مقاطعة «بولك» التابعة لولاية فلوريدا الأمريكية ألقت الأربعاء 11 سبتمبر 2013 القبض على القس تيري جونز، الذي أثار الجدل عدد مرات بخططه لإحراق القرآن، بعد وصوله إلى منتزه في الولاية وبحوزته قرابة ثلاثة آلاف نسخة من القرآن كان يخطط لإحراقها.
وقالت صحيفة «ذا ليدجر» المحلية التي كان الموقع الخاص بجونز «قفوا لصالح أمريكا الآن» ينقل عنها أخبار حملتهـ إن الشرطة أوقفت القس الأمريكي وبرفقته أحد مساعديه بعدة تهم، بينها حيازة مواد قابلة للاحتراق في مستوعب غير مخصص لها، وهي جنحة قد تؤدي إلى إنزال عقوبة السجن لخمس سنوات بحقه.
وكان جونز قد أعلن من يوليو/تموز الماضي خططه لإحراق القرآن في المقاطعة، وذلك في ذكرى هجمات 11 سبتمبر/أيلول التي أدت إلى سقوط 2998 قتيلا، وقد كان يعتزم إحراق نسخ من القرآن بعدد القتلى، غير أن المسؤولين في المقاطعة أبلغوه مساء الثلاثاء برفضهم لطلبه بسبب التأخر في تقديمه ووجوب عدم التسبب بحرائق في المنتزه.
وكان جونز، راعي مركز «دوف وورلد» التوعوي في غاينيسفيل، بولاية فلوريدا، قد عمد في الفترة نفسها قبل عامين إلى إحراق نسخ من القرآن وتسبب ذلك بموجة احتجاجات في دول عربية وإسلامية دفعت قائد القوات الأمريكية في أفغانستان آنذاك، الجنرال ديفيد بتريوس، إلى التحذير من خطورة تلك التصرفات على قواته.
يشار إلى أن جونز سبق أن ألّف كتاباً بعنوان «الإسلام من الشيطان» Islam is of Devil، ويحتل المركز 960762 في قائمة كتب أمازون دوت كوم.

## وصلات خارجية
- Campaign website
- FEC filing